# Hottentotta arenaceus
Espèce
Synonymes
- Buthus arenaceus Purcell, 1902

Hottentotta arenaceus est une espèce de scorpions de la famille des Buthidae.

## Distribution
Cette espèce se rencontre en Afrique du Sud et en Namibie.

## Description
La femelle holotype mesure 35 mm.
Hottentotta arenaceus mesure de 32 à 43 mm.

## Systématique et taxinomie
Cette espèce a été décrite sous le protonyme Buthus arenaceus par Purcell en 1902. Elle est placée dans le genre Buthotus par Vachon et Stockmann en 1968 puis dans le genre Hottentotta par Francke en 1985.

## Publication originale
- Purcell, 1902 : « On some South African Arachnida belonging to the orders Scorpiones,Pedipalpi and Solifugae. » Annals of the South African Museum, vol. 2, p. 137-225 (texte intégral).